# باونن (ویرجینیای غربی)
باونن (به انگلیسی: Bannen) یک منطقهٔ مسکونی در ایالات متحده آمریکا است که در شهرستان مارشال، ویرجینیای غربی واقع شده‌است. باونن ۲۷۱٫۸۸ متر بالاتر از سطح دریا واقع شده‌است.